# جو جونز (ممثل)
جو جونز (بالإنجليزية: Stan Jones)‏ هو ملحن وكاتب أغاني وممثل أمريكي، ولد في 5 يونيو 1914 في الولايات المتحدة، وتوفي في 13 ديسمبر 1963 بلوس أنجلوس في الولايات المتحدة.

## وصلات خارجية
- جو جونز على موقع IMDb (الإنجليزية)
- جو جونز على موقع ميوزك برينز (الإنجليزية)
- جو جونز على موقع أول موفي (الإنجليزية)
- جو جونز على موقع قاعدة بيانات برودواي على الإنترنت (الإنجليزية)
- جو جونز على موقع قاعدة بيانات الأفلام السويدية (السويدية)
- جو جونز على موقع ديسكوغز (الإنجليزية)
- جو جونز على موقع قاعدة بيانات الفيلم (الإنجليزية)
- جو جونز على موقع كينوبويسك (الروسية)